# Eppa Hunton
Eppa Hunton (Warrenton, Virginia, 1822. szeptember 22. – Richmond, Virginia, 1908. október 11.) virginiai jogász, aki a polgárháborúban a Konföderáció oldalán harcolva dandártábornoki rangra emelkedett és részt vett a keleti hadszíntér legtöbb ütközetében.
Előmenetelét akadályozta, hogy a háború folyamán végig egészségügyi problémákkal küzdött. Gaines Millnél felettese megsebesülése miatt az egész dandár rohamát irányította, és az ellenséges vonalat elfoglalta. A Második Bull Run-i ütközetben is dandárparancsnoki szerepkörben tevékenykedett, de parancsát megtagadó beosztottja miatt nem sikerült nagy tettet véghez vinnie. Bátor helytállást mutatott a Gettysburgi csatában, ahol lóháton irányítva Pickett rohamában srapnel találta el a combját. A 8. virginiai ezred feltöltésre szorult a gettysburgi veszteségek után, így az Overland hadjáratban csak a Cold Harbor-i ütközetben vesz részt. Petersburg kilenc hónaposra húzódó ostroma után a hadsereg Appomatox felé való visszavonulását fedezve esik fogságba Saylors Creek-i ütközetben.
A háború után visszatért jogászi hivatásához, részt vett a Demokrata párt életre keltésében és demokrata színekben beválasztották a képviselőházba és a szenátusba (1892–1895) is. A Kongresszus mindkét házában Virginiát képviselte. 1904-ben befejezett önéletrajza hűen tükrözi a korabeli virginiai életet; először csak családi használatra íródott száz példányban, de később fia 1929-ben könyv formában is közzétette.

## Ifjúsága

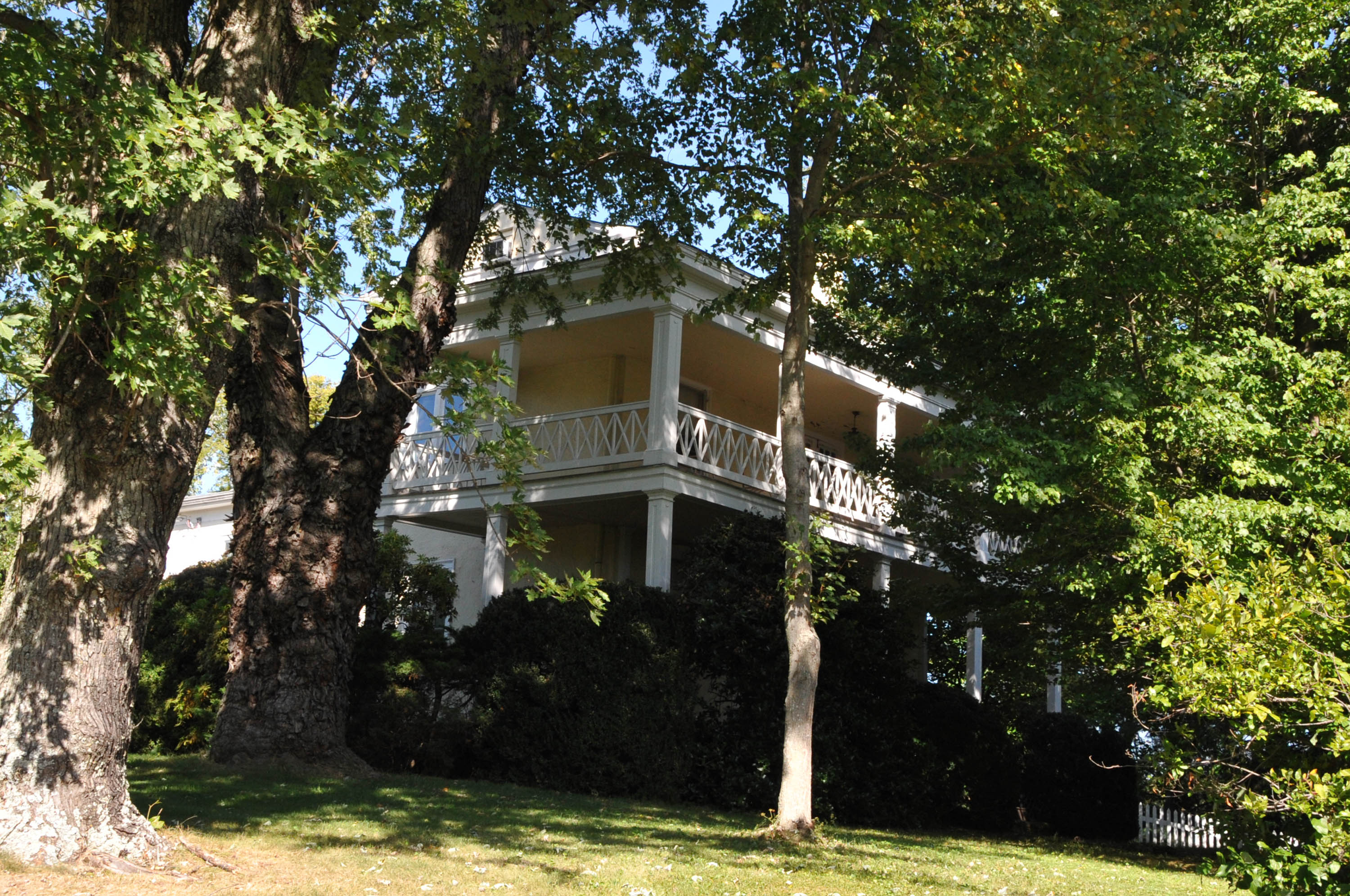
Mount Hope, Eppa gyermekkori otthona Fauquier megyében. A ház 1829-től 1907-ig a Hunton család tulajdonában volt.

Hunton 1822. szeptember 22-én született a virginiai Warrenton közelében, Fauquier megyében. Apja, id. Eppa Hunton (1789-1830) iskolai tanító és ültetvénytulajdonos volt. Springfield és Mount Hope nevű ültetvényei New Baltimore közelében terültek el, míg egy harmadik Prince William megyében volt található. Id. Eppa Hunton harcolt az 1812-es brit-amerikai háborúban, ahol a virginiai milícia dandárjának felügyelőjeként tevékenykedett. Anyja Elizabeth Marye Brent (1789-1866), a függetlenségi háborúban harcoló William Brent lánya volt, aki a harcok elől a Prince William megyei Dumfries kikötőből a fauquier megyei Bealetonba költözött családjával. Prince William megye székhelye, Brentsville a Brent család után lett elnevezve. A Hunton és a Brent család egyaránt az 1700-as években vándorolt ki Nagy-Britanniából. A pár esküvőjét 1811. június 22-én tartották Fauquier megyében.
Eppa a család harmadik gyermeke volt, 1812-ben született ikerbátyjait John Heathnek és George Williamnek hívták. Apját kétszer megválasztották a Virginia állami törvényhozás képviselőjének, de 1830-ban Lancasterben, Virginia Északi Nyakán váratlanul elhalálozott. Özvegye kilenc gyermekkel maradt magára, ezért a távolabbi Prince William ültetvényt kénytelenek voltak eladni, hogy az adósságokat kifizessék. Az ifjabb Eppa tanulmányait a New Baltimore Academy magániskolájában végezte, John Ogilvie tiszteletes keze alatt; a családi körülmények miatt Eppa kénytelen volt kölcsönt kérni a végzős év, 1839 befejezéséhez.

## Karrierjének kezdetén
Végzés után Eppa Hunton három évig tanított. Első iskolája egy rönkházban volt berendezve The Plains nevű város közelében, Fauquier megyében. Ezt követően saját iskolát nyitott a prince william megyei Bucklandben, ahol Silas öccsének és feleségének házában élt. Hunton tanította John Webb Tyler öt fiát, aki cserében segítette jogi tanulmányokat folytatni. Hunton 1843-ban megszerezte jogi képesítését a virginiai bíróság előtt és Brentsville-ben ügyvédi praxist nyitott. Mikor a helyi közéletben elég ismert lett, megválasztották a virginiai milícia ezredesévé, majd később dandártábornokává.
Miután 1848-ban a virginiai törvényhozás J. W. Tylert körzeti bíróvá emelte, Huntont választották utódául államügyésznek. Kétszer is újraválasztották, így összességében 1849-től 1861-ig volt hivatalban.  1848-ban Eppa Hunton feleségül vette Lucy Caroline Weirt (1825. február 20.–1899. szeptember 4.) Robert és Clara Boothe Weir lányát. Lucy családja a williamsburgi Benjamin Waller bíróig vezették vissza családfájukat. A Weir család sikeres kereskedőfamília volt Tappahannockban, majd Prince William megyébe költöztek és megvették a Hartford ültetvényt. Robert 1840-ben meghalt. A menyegzőt követő áprilisban Weir özvegye eladta Hartfordot és Betty és Martha nevű lányaival egy brentsville-i házba költözött, melyet Hunton vásárolt számára. 1850-ben, 30 éves korában 6 rabszolga volt a tulajdonában: egy 30 éves nő és 5 gyermeke, egy 14 éves mulatt lány, 5 és 10 éves fekete fiúk és egy három éves, valamit egy öthónapos fekete kislány.
Eppa és Lucy Huntonnak két gyermeke született, 1853. június 20-án Elizabeth Booth, aki egyéves korában meghalt és 1855. április 14-én Eppa Hunton III, aki felnőtt korában először apja jogi irodájában partner lett és 1901-ben megalapította a Hunton & Williams richmondi jogi irodát. A házaspár lett a gyámja Eppa polgárháborúban meghalt öccse, James gyermekeinek, ők fizették ki nevelésük költségét és házasították ki  hozománnyal James lányát, Bessie Marye Huntont.

## Aktivitása a virginiai politikában
Hunton későbbi önmeghatározása szerint ifjabb gyermekkorától apjához hasonlóan Demokrata elkötelezettségű volt, 1840-től fogva mindig a Demokrata pártra szavazott és 1856-ban a Demokrata nemzeti konvenció egyik delegáltja lett. Franklin Pierce hivatalban levő elnök újraválasztását kívánta, de végül Robert M. T. Hunter jelölése mellett voksolt a befutó és később az elnökválasztást megnyerő pennsylvaniai James Buchanannel szemben. 1860-ban John C. Breckinridge elektora lett; később a többes jelölőkonvenciót a Demokrata pártot megosztó eseménynek írta le.
Lincoln megválasztása után Hunton Virginia szecesszióját támogatta. Reménye szerint Virginia és több más határállam azonnali kiválásával a Konföderáció tábora olyan nagyra nőtt volna, hogy Lincoln és a Republikánus párt nem mer háborút indítani. Konvenciós követnek megválasztották, de álláspontja alulmaradt az 1861. február 13-án kezdődő virginiai szecessziós konvención az uniót fenntartani kívánó, whigszimpatizánsnak leírt követekkel szemben, mint pl. Jubal A. Early. A Fort Sumter ostromát követő Lincoln-féle mozgósítás hatására a közhangulat megváltozott és az április 17-i konvenciós szavazáson győzött a kiválás álláspontja. A határozatot Eppa Hunton is aláírta.

## A polgárháborúban

### Belépés a hadseregbe

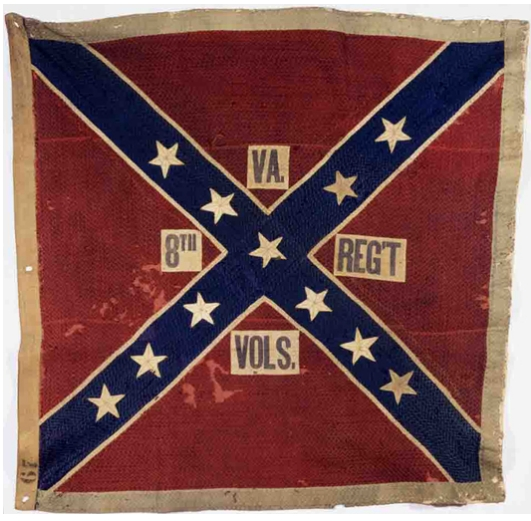
A 8. virginiai gyalogezred zászlaja. A Gaines Mill-i ütközet után Hunton Bloody Eighth-nek, a Véres Nyolcadiknak keresztelte alakulatát. Zászlajuk a Gettysburgi csata harmadik napján az ellenség zsákmánya lett, mikor az ezred támadása kudarcba fúlt Pickett rohamában.

Hunton nem rendelkezett katonai tapasztalattal, így nem találta magát alkalmasnak a milíciába belépni, ezért lemondását benyújtotta a kormányzónak. Ezzel szemben a szecessziós konvenció ajánlást küldött Virginia kormányzójának John Letchernek, melyben sürgették, hogy nevezze ki a milícia ezredesévé. Letcher levelében kijelentette, hogy jócskán találna feladatot Huntonnak dandártábornoki rangban is, de ezt Hunton végképp soknak találta és válaszában jelezte, hogy ha kinevezik dandártábornoknak, akkor dandártábornokként fogja benyújtani lemondását, és közlegényként lép be a milíciába, de az ezredesi rangot elfogadja. Így Letcher kormányzó kinevezte a 8. virginiai önkéntes ezred ezredesének. Hunton elbúcsúzott a konvenciótól és a loudon megyei Leesburgbe ment alakulatához. Az ekkor nyolc századból álló ezredhez július végén-augusztus elején még két század csatlakozott, de ezek már csak a Manassasi csatát követően érkeztek meg és ideiglenesen egy marylandi század is a parancsnoksága alá került. Hunton nagy energiával igyekezett katonái felszerelését és kiképzését irányítani.
1861 júniusában a 8. virginiai ezred katonái a Potomac-folyó túloldalán állomásozó, Charles P. Stone tábornok vezette északi alakulatokkal lövöldöztek egymásra. Hunton Leesburgnél felügyelete alá vonta az Alexandria & Leesburg vasút egyetlen mozdonyát és az ahhoz kapcsolt kocsikat. Robert E. Lee parancsa alapján ezt meg kellett volna semmisíteni, mivel Alexandria elestével nem volt remény, hogy a konföderációs vasúthálózatot elérje. Hunton a mozdonyt szétszereltette és 12 ökörrel vontatott szekereken sikeresen átvontatta a Manassas Gap vasút vonalára. A mozdony így szolgálatba állhatott és ott is maradt a háború végéig. A kocsikat egy téves inváziós jelentés alapján felégettette. A 8. virginiai ezred a 4. dél-karolinai ezreddel kiegészülve július kb. első két hetében rövid időre Nathan G. 'Shanks' Evans ezredes parancsnoksága alá került, majd a dél-karolinaiakat visszarendelték Manassashez. Július 18-án Hunton katonáit is Manassasbe rendelték.

### Az észak-virginiai harcokban

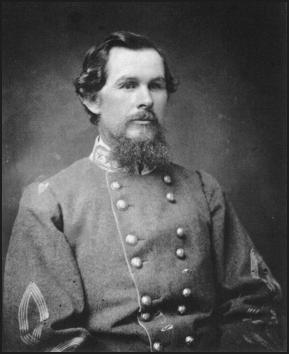
Eppa Hunton dandártábornoki egyenruhában.

Az ezred Philip St. George Cocke tábornok dandárjába került. A július 21-én kibontakozó ütközetben Hunton ismételten kérte a frontvonalba helyezését, de a tábornok tartalékban tartotta az ezredet, míg P. G. T. Beauregard dandártábornok, a hadsereg parancsnoka személyes utasítást küldött Huntonnak, hogy vigye katonáit a Henry-dombra. A 8. virginiai ezred, a Hampton Légió és Harper ezredes katonáinak ellentámadása visszavette a Henry ház környékét az ellenségtől és stabilizálta a konföderációs hadsereg ellenőrzését a domb fölött. A szövetségi hadsereg visszavonulása után a konföderációs hadsereg nem lendült üldözésbe; Hunton ezt érthetetlennek tartotta. Beauregard jelentése szerint ezek az ezredek a kitűnő vezetés alatt veteránokként harcoltak. A győzelem után az ezred visszatért Leesburgbe.
Nem sokkal később Beauregard ismét Leesburgbe rendelte Shanks Evans ezredest a 13., 17. és 18. Mississippi ezredekkel, némi lovassággal, a Richmond tüzérüteggel és Hunton 8. virginiai ezrede is a dandárjába került. A mississippibeli katonák nem régen érkeztek meg Észak-Virginiába és sokan közülük kanyarósok voltak. Nem sokkal ezután Hunton testén fekély ütött ki, melyből a háború folyamán sosem sikerült teljesen kigyógyulnia. Egészségügyi eltávozásra ment családjához, de állapota nem javult. Mikor hírét vette, hogy az ellenség mozgásából Leesburgnél hamarosan bekövetkező ütközetet lehet sejteni, visszatért alakulatához. Október 19-én odaérve másnap Evans ezredét a Goose Creek lerombolt hídjához vezényelte George McCall uniós csapatai ellen, akiknek tüzérségét a 8. virginiai ezred a távolból hallotta, de McCall erői visszafordultak, mielőtt Leesburg közelébe jutottak volna. A Ball’s Bluff-i ütközet október 21-én bontakozott ki Edward D. Baker tábornok és hivatalban levő szenátor folyón átkelt egységeivel. Hunton egy század hátrahagyásával az összecsapás helyszínére sietett, harcvonalba fejlesztette ezredét és az erdőn át megindult előre. Előcsatározói hamarosan összecsaptak az ellenséggel. A többórás tűzharcban a lőszer fokozatosan fogyott, így Hunton erősítést és utánpótlást kért. A mississippi ezredek odavezénylése mellett Evans feltétlen kitartást parancsolt. Hunton szétosztotta a maradék lőszert, hogy mindenkinek jusson egy, és rohamot vezényelt. A támadás zsákmányul ejtette a szövetségi erők két lövegét és utolsó sortüzével visszaverte a 20. massachusettsi ezred két századának kétségbeesett próbálkozását, hogy az ágyúkat visszaszerezzék. Hunton az uniós balszárny megfutamítása után pihenőt vezényelt katonáinak és informálta Winfield S. Featherston ezredest, a 17. mississippi ezred parancsnokát, hogy kifogyott a lőszerből. 
Hunton egy közelben lakó lovassági önkéntes, az éppen eltávozáson levő Elijah V. White segítségével tájékozódott a terepen és Evansszel való üzenetváltásaira is őt használta. White szolgálataiért az ütközet után századparancsnoki beosztást kapott, később pedig alezredesi rangig vitte a lovasságnál. Hunton rendezte a virginiaiak sorait és a megérkező 17. és 18. mississippi ezred támadásai fenntartották a nyomást az ellenségen, végső soron pedig a partra szorították őket. A kimerült virginiaiakat Hunton sötétedés után visszavonta pihenni és enni és a parancsnokságot átadta Tebbs alezredesnek. A felderíteni küldött White és Charles Berkeley hadnagy önkéntesei határozott fellépéssel és blöffel 325 szövetségi foglyot ejtettek a parton.
1861 novemberében a 8. virginiai ezredet visszahelyezték Centreville-be, Philip St. George Cocke dandárjába, hogy az ezredeket tagállami hovatartozás alapján vonják egységbe. Centreville-be érkezésük után nem sokkal Hunton egészségügyi szabadságra ment a fekélyét megoperáltatni. A fekély a gyakori kauterizáció ellenére nem gyógyult. Hunton a családjánál lábadozva időnként megpróbált visszatérni alakulatához, de szolgálatra alkalmatlannak nyilvánították. 1862 márciusában Joseph E. Johnston tábornagy, az Észak-Virginiai hadsereg parancsnoka kiüríttette a centreville-i állásokat és a fenyegető Virginia-félszigeti hadjáratra előkészülve feladta Észak-Virginiát. Hunton szűkebb hazája és háza és ültetvénye ellenséges megszállás alá került. Családját a konföderációs evakuáció tömeggkáoszában Charlottesville-be menekítette, majd csatlakozott alakulatához Orange Court House-hoz közel, Orange megyében.

### A Virginia-félszigeti és a Hétnapos hadjáratban
Az alakulat lemasírozott a Virginia-félsziget csücskén elhelyezkedő Yorktown városának védelmére. Az ezred a Konföderációs Kongresszus törvényének értelmében újraválasztotta tisztjeit. Huntont ellenjelölt nélkül megerősítették beosztásában. Pár nappal később a hadsereg feladta Yorktownt és visszavonult Williamsburghöz. Phillip St. George Cocke öngyilkossága után George E. Pickett dandártábornokot nevezték ki a dandár parancsnokának. Pickett a Williamsburgi ütközettől távoltartotta az egészségügyi panaszaival küzdő Huntont, aki a visszavonuláskor aléltan leesett lováról. A Seven Pines-i ütközetet megelőzően ismét lábadozni kényszerült. Orvosa tanácsa ellenére 1862. június 25-én visszautazott alakulatához, mert harcolni akart a Hétnapos csatában.
Június 27-én a Gaines Mill-i ütközetben az Észak-Virginiai hadseregnek a terv szerint túlerőt kellett képeznie Fitz John Porter vezérőrnagy V. hadteste ellen és kiválóan kialakított állásait be kellett vennie. Stonewall Jackson hadosztálya késve foglalta el indulási helyét, így a vonalban keletkező lyukról a figyelmet elterelendő James Longstreet hadosztályparancsnok demonstratív támadást parancsolt Pickett dandárjának. A műveletben Robert E. Withers ezredes, a 18. virginiai ezred parancsnoka és Pickett is megsebesült, így a rangban következő Hunton vette át a dandár irányítását. A délután elindított rohamban John Bell Hood és Evander M. Law dandárjaihoz hasonlóan mindhárom, egymástól száz méterre egy vízmosásban, egy fatörzsekből emelt barikád mögött és egy elbarikádozott magaslaton kiépített védelmi vonalat sikeresen áttörte. Az V. hadtest összeomló állásaiból kénytelen volt hidakat maga mögött felégetve visszavonulni.
Longstreet figyelmét felhívták a fájdalomtól módfelett szenvedő Hunton fizikailag kimerült állapotára és ő kérés nélkül szabadságra küldte. Hunton június 29-én átadta a dandár vezetését John B. Strange ezredesnek, a 19. virginiai ezred parancsnokának. Az elkövetkező heteket Lynchburgben lábadozva töltötte családja körében.

### Az észak-virginiai és a marylandi hadjáratban
Állapotának javulásakor visszatért a Richmondtól délre, a Roper's Millnél állomásozó alakulatához. Pickett továbbra is sebesült volt, így Hunton irányította a dandárját. Longstreet szárnyparancsnoki beosztásba emelkedése miatt Hunton hadosztályparancsnoka James L. Kemper dandártábornok lett. Longstreet szárnyának az észak-virginiai hadjáratban a Thoroughfare-átjárónál kellett áttörnie a Bull Run-dombságon. Lee Hunton dandárjára bízta, hogy derítse ki, milyen erők védik a hágót, mivel az ezredes a környéken született és nevelkedett, így mindenkinél jobban ismerte a környék terepviszonyait. Longstreet terve szerint az eggyel délebbre eső Lambert-hágón keresztül kellett volna a Thoroughfare-hágó hátába kerülnie, de még mielőtt Hunton elindulhatott volna az oszlopból kiemelt dandárjával, Lee a hágónál való direkt arctámadásra utasította. Az oszlopból való kiválás és visszaállás miatt a George T. Anderson ezredes vezette dandár Huntoné elé került és maga hajtotta végre az áttörést.
A Thoroughfare-hágó után a Második Bull Run-i csata is elszalasztott lehetőségéről maradt emlékezetes Hunton számára. 1862. augusztus 30-án Longstreet szárnya ellentámadásba lendült a Stonewall Jackson szárnyát megtörni igyekvő uniós erőkkel szemben. Hunton dandárjának helye a vonalban Hood dandárja mellett volt a Chinn Ridge-en (Chinn-gerinc). Hunton katonái könnyedén elsöpörték maguk elől a szövetségi ellenállást, de Hoodnak egy domb tetején makacsul ellenálló zuávok képezte gócpontot kellett semlegesítenie. Mikor Hunton észrevette, hogy Hood támadása lelassul, segítségére akart sietni, de utasítását Robert C. Allen ezredes, a 28. virginiai ezred parancsnoka írásos parancs híján nem hajtotta végre és nem követte az 56. virginiai ezreddel előre induló parancsnokát. Míg a sorban hátrébb következő 8., 18. és 19. virginiai ezred a nem mozduló Allenre várt, Hood segítséget kapott Montgomery D. Corse ezredes dandárjától és leküzdötte az ellenállást. Hunton fontolgatta, hogy hadbíróság elé idézi Allent, de mivel csak ideiglenesen vezette a dandárt erről lemondott.
Lee marylandi offenzívája során, a Potomac folyón való átkelés után Hunton dandárjának irányítását ideiglenes jelleggel Richard B. Garnettre bízta és Hunton visszaminősült ezredparancsnokká. Alakulata Longstreet szárnyával együtt Frederick elfoglalása után Boonsboróba menetelt, majd Hagerstownban megkapta a parancsot, hogy a Potomac hadsereg támadását elhárítandó erőltetett menetben térjen vissza Boonsboróba, hogy a South Mountain dombság átkelőhelyét védelmezze. Az erőltetett menet kimerítette az alakulatot és a South Mountain-i ütközetben a szövetségi erők sikerrel törtek át a hágókon. Lee visszavonult a Potomacen szabadon maradt gázlók közül ahhoz, ahol szétforgácsolt erői koncentrálása sikerrel kecsegtetett, majd úgy döntött, hogy Antietamnél csatát kínál fel.
Garnett dandárja Sharpsburgtől keletre, a Cemetery Hillen volt állásban. A menetelésben kidőlt katonák miatt az egész dandár létszáma alig érte el a 250 főt. Hunton pár marylandi önként csatlakozó csapata fölött is parancsnokságot kapott. A csata folyamán a szövetségi tüzérség kitartóan bombázta az állásaikat, majd George Sykes vezérőrnagy hadosztálya átkelt az Antietam patakon és megtámadt a dombot. A Garnett dandár katonái két órán át feltartóztatták támadásukat, ám délután fél négy felé ki kellett adni a parancsot a visszavonulásra, mert a körülzárás fenyegette őket. A menekülést követően az alakulat a domb nyugati oldalán szerveződött, mikor A. P. Hill vezérőrnagy támadása elvonta gyenge és áttörhető vonalukról a figyelmet. A menetelésben kidőlt lemaradottak csak másnap kezdtek megérkezni, a marylandi önkéntesek viszont mind hazatértek. Lee szeptember 19-én visszavonta hadseregét a Potomac déli oldalára.

### A Fredricksburgi hadjáratban
A nyugalmas őszi időszakot Culpeperben töltő dandár névleges parancsnoka, Pickett szeptemberben felépült sebesüléséből, előléptették vezérőrnaggyá és Longstreet régi alakulatát átvéve hadosztályparancsnoki beosztásba került. 1862. november 6-án a Pickett irányítása alá rendelt egykori Pickett dandár élére kinevezték Montgomery D. Corse ezredest, aki a második manassasi csatában határozott fellépéssel lendítette előre a támadást a Chinn Ridge-en. Hunton azonban rangidős volt Corse-hoz képest és a dandár nem viselte el ezt a kinevezést. A vezető tisztek csalódottak voltak Hunton mellőzése miatt és tiltakozásuk következményeképp november 26-án Corse egy újonnan szervezett dandár parancsnoka lett, a Harcikakasok élére pedig Garnettet véglegesítették. Ennek ellenére Hunton önéletrajzában úgy nyilatkozott, hogy a Fredericksburgi hadjárat folyamán ő maga vezette a dandárt, Garnett csak ezt követően vette át az irányítást. A tisztek ugyan sajnálattal vették tudomásul, hogy Huntont vélhetőleg egészségügyi problémái miatt nem léptették elő, de Garnett bátor és tiszteletet keltő viselkedésével megnyerte magának új alakulatát. A Fredericksburgi csatában a dandár Longstreet és Jackson szárnyának találkozásánál ment állásba és bár páholyból nézte végig a küzdelmet, de maga nem harcolt.
1863 februárjában Hood hadosztályát Longstreet altábornagy virginiai Suffolk megszállt övezete ellen vezette Richmond védelmezése céljával, miközben Pickett hadosztályát Észak-Karolina keleti felébe küldte élelmet rekvirálni az éhező Észak-Virginiai hadsereg számára. A rekvirált élelmiszert megrakott társzekereken küldték északra, Fredricksburg alá. A Longstreet hadtest két hadosztálya a suffolki és észak-karolinai kitérő miatt lemaradt a Chancellorsville-i győzelemről, ugyanakkor azonban veszteségei sem keletkeztek. 1863 nyarán Lee elhatározta az győzhetetlenség hitébe ringatott Észak-Virginiai hadsereg második északi offenzíváját.

### A Gettysburgi hadjáratban
1863. június 24-én a dandár elindult Culpeperből észak felé. Longstreet hadteste zárta a menetoszlopot. A Potomacen való átkelés után a dandárt visszarendelték a Snicker-hágót biztosító lovasságot támogatni, így később másodszor is át kellett kelniük a folyón. Garnett egy balesetben lábsérülést szenvedett és a szanitéceknek kellett szállítani őt, így az alakulatot ideiglenesen megint Hunton vezette. A williamsporti átkelés után Chambersburgbe meneteltek, ahol Hunton Pickett hadosztályának más egységeivel parancsot kapott, hogy rombolja le a vasúti depóépületeket, szaggassa fel a síneket és semmisítse meg a fordítókorongot. A munka miatt a Pickett hadosztály csak július 2-án reggel indult el Chambersburgből a csata irányába és bár igen gyors iramban meneteltek, július 3-án érkeztek meg. Lee parancsára a hadosztály J. Johnston Pettigrew és Isaac Trimble hadosztályával 800-1200 méteres rohamot indított az uniós vonalak ellen. A támadást az északi ütegek vérbe fojtották, Pickett hadosztálya megszűnt harcképes erőnek lenni, Garnett pedig elesett. A tályogjától szenvedő Hunton lovon vett részt a rohamban, mivel gyalog nem bírta volna erővel; jobb lábát a roham féltávjánál tüzérségi srapnel találta el, de a végzetes sérülést szenvedett hátas még vissza tudta vinni a saját vonalakhoz. Hunton futárja kénytelen volt lelőni a lovat, hogy lerövidítse agóniáját. Miután Dr. Clayton Coleman ellátta a sebét, a nem teljesen magánál levő Hunton másik lovat rendelt és vissza akart térni az ütközetbe. Hunton erre utólag nem emlékezett, de az orvos és Hummer, a futár egybehangzóan állította.
Hunton a roham előtt 205 főt számolt meg a 8. virginiai ezredben. A roham után rögtönzött mankókon körbebicegve sorakozót tartott és mindössze tizen jelentkeztek; a szakácsok és szanitéceket beleszámolva 25-en voltak és egy hadnagy vezette őket. Az ezred lobogója az ellenség zsákmánya lett. Hunton tudta, hogy a dandár összes tisztje vagy sebesült vagy halott volt az egy C. S. Peyton ezredest kivéve a 19. virginiai ezredből, akire a dandár vezetése szállt. A hadosztály 1863. május 20-án 6405 főt számlált. Gettysburgnél 232 halottat, 1157 sebesültet és 1499 eltüntet, vagy fogságba esettet veszítettek. A 2888 fős összveszteség a teljes létszám 45%-át tette ki. Hunton meg volt győződve, hogy mivel a hadosztály minden lovon ülő tisztje a veszteséglistára került, ezért kizárt dolog, hogy Pickett és teljes törzskara illetve a lovaik sebesülés nélkül megúszhatták volna ugyanezt, feltéve, hogy részt vesznek a rohamban. Valójában a hadosztályparancsnokoknak nem volt feladata az első sorban küzdeni és ennek megfelelően Pickett a hadosztály mögött haladt, ahonnét megpróbálta alakzatban tartani katonáit. Hunton ezt figyelmen kívül hagyva sosem volt hajlandó Pickett rohamáról beszélni, mindig csak Pickett hadosztályának rohamát említette. Fia is ezt a kifejezést vésette sírkövére. Huntont gyakran hívták a háború után a veteránok gettysburgi gyűlésére, de képtelen volt elmenni, mert a halottak kísértették volna. Hunton fogaton tért vissza Virginiába, ahol hat hétig lábadozott sebéből. Szolgálataiért a csata napjának hatályával dandártábornokká léptették elő és megkapta a dandárparancsnoki beosztást is. A 8. virginiai ezred parancsnokságát Norborn Berkeley ezredes vette át, akinek három hasonló nevű rokona szolgált az ezredben, ezért innentől fogva csak Berkeley-ezredként emlegették.

### Az Overland hadjáratban
1863 hátralevő részét a dandár a Richmond-környéki erődítményrendszerben töltötte feltöltésre várva. Hunton legközelebb akkor került az aktív harcokhoz, mikor Philip Sheridan vezérőrnagy lovasportyája a Yellow Tavern-i ütközetben Richmond külterületéig hatolt. Huntont kirendelték a Brook úthoz, hogy hamarjában összeszedett, sajátjához hasonlóan megviselt egységek élén segítse J. E. B. Stuart lovasságának harcát. Stuart Yellow Tavernnél halálos sebet kapott, de csapatainak rohama meghátrálásra kényszerítette Sheridant. Hunton abban reménykedett, hogy a visszavonuló szövetségi csapatokat el tudja fogni, de Braxton Bragg visszarendelte gyalogságát Richmondba, mielőtt ez megtörténhetett volna, így Sheridan átkelhetett a Chickahominy folyó gázlóján.
Hunton ezután visszatért a Richmondtól délre levő Chaffin-farmon levő állásaiba. Mikor Benjamin Butler vezérőrnagy partraszállt a Bermuda Hundrednél, Petersburgtől délre, Hunton felderítésre küldte hadsegédjét, majd jelentette az észlelteket. 1864. május 23-án Hanover Junctionbe, Richmondtól 40 km-re északra levő vasúti csomóponthoz rendelték. A dandár itt újraegyesült Pickett két másik dandárjával, de a North Anna-i ütközet idején a hadosztály tartalékban maradt, így nem vettek részt a küzdelemben. 1864. június 3-án, a Cold Harbor-i csata kezdetén Hunton dandárja megint tartalékba került, melyet a dandártábornok nem értékelt, mert ilyenkor tapasztalatai szerint mindig a legnagyobb bajban levő helyeken vetik be. A jobbszárnyra vezényelték, Robert F. Hoke észak-karolinai hadosztálya és Joseph B. Kershaw hadosztálya közé, ahol egy mocsáron keresztül futott a frontvonal. William S. Truex ezredes szövetségi dandárja talált egy védtelenül hagyott szakaszt a mocsáron át és veszélyes támadást indított. Hunton és a két hadosztály szélső ezredei sikerrel elreteszelték a betörést és háromfelől körbevett Truexnek vissza kellett vonulnia.

### Petersburg ostroma
Benjamin Butler vezérőrnagy Bermuda Hundrednél partra szállt hadserege megpróbálta Richmondot dél felől elvágni a petersburgi vasútvonalától. P. G. T. Beauregard elzárta az útját a Howlett-vonal mögött. Grant ekkor pontonhídon és kompon küldte át Meade hadseregét a James folyó déli oldalára, míg a XVIII. hadtestet szállítóhajók tették ki Petersburg mellett. Az Első petersburgi csatában Lee késve hallgatta meg Beauregard a segítségkérését. A XVIII. hadtest mellett a II. hadtest átkelt katonái megtámadták Petersburg városát. Június 16-án Beauregard kiürítette a Bermuda Hunderdnél tartott védelmi vonalat és utolsó védőit, Bushrod R. Johnson vezérőrnagy hadosztályát is Petersburg védelmében vetette be. Ezzel párhuzamosan kérve kérlelte Lee-t, hogy a kiürített Howlett-vonal állásait foglalja el és őrizze meg a vasúti összeköttetést Richmond és Petersburg között. Lee hajnali három órakor utasította Pickett hadosztályát, hogy amilyen sietve csak tudnak, azonnal menjenek a Howlett-vonalhoz. A hadosztályt Eppa Hunton dandárja vezette, június 17-én élete legjobb menetelésével nyomult keresztül a hónapokig állomáshelyéül szolgáló Chaffin's Farmon és lendületes rohamával visszavette a Butler katonái által már elfoglalt konföderációsok építette sáncokat. A vasúti pályán okozott kár minimális maradt. Petersburg ostroma ezután kilenc hónapig húzódott.

### A háború véget ér
1864/65 telén a konföderáció felélte utolsó embertartalékait is. 1865 tavaszára végtelenül elnyúló lövészárok- és erődítményrendszerben harcoltak a katonák, amelyet már nem bírtak védelmezni. 1865. április 1-én elesett a főváros, Richmond. Ugyanaznap Pickett hadosztálya Dinwiddie Court Houseból kiszorulva a Five Forks-i ütközetben védte az Észak-Virginiai hadsereg visszavonulását. Philip Sheridan több mint kétszeres túlerőben levő csapataival szemben alulmaradva katasztrofálisan megfutottak.
1865. április 6-án Hunton dandárjának maradéka harcolt Sayler's Creek-i ütközetben. Hunton George Armstrong Custer egyik törzstisztje előtt letette a fegyvert. Ewell, Kershaw, Custis Lee, Seth M. Barton, James P. Simms, Meriwether Lewis Clark, Sr., Dudley M. Du Bose és Montgomery D. Corse is ekkor esett fogságba. Három nappal később Robert E. Lee tábornagy is letette a fegyvert Appomattox Court House-nál és a polgárháború kulcsfontosságú figurájává váló Lee megadása a polgárháború végét jelezte. Huntont és a többi konföderációs tábornokot ambuláns kocsikon és menetben City Pointba, majd Petersburgbe és végül a fővárosba vitték, majd tucatnyi társával együtt Massachusettsben tartották fogságban. Úton Massachusetts felé, New Jerseyben érte őket a hír Lincoln meggyilkolásáról. Az Uniós tisztek megóvták őket a minden megállóban akasztást követelő néptumultusok haragjától. Hunton egészsége a fogságban Fort Warrenben kikúrálódott végre, köszönhetően az orvoskar vezetőjének, egy észak-karolinai származású, Wilson nevű tiszt kötelességtudásának. Július 24-én kegyelmet kapva szabadult, de egyes kérdésekben összekülönbözött Ewell altábornaggyal és haragban váltak el.
Hadifogságában sokat gondolt törvénykönyveire, aggódott felesége és gyermekei boldogulásáért, akiket egy fillér nélkül hagyott Lynchburgben. Élete összes megtakarítását értéktelen virginiai államkötvényekbe fektette. Értesülése szerint John W. Turner uniós őrnagy, akivel szemben Hunton hónapokon keresztül harcolt és lovagias tisztnek találta, pénzt ajánlott föl volt ellensége családjának, de ezt visszautasították. Később 50 dolláros hitelt nyújtott nekik John H. Reid, melyből addig kihúzták, amíg Hunton testvére, Silas Lynchburgbe ért és elkísérte őket Culpeperbe, ahol az ő és Elizabeth nővérének, valamint férjének, Morehead hadnagynak szárnyai alatt élhettek.

## Fordítás
- Ez a szócikk részben vagy egészben  az   Eppa Hunton című angol Wikipédia-szócikk ezen változatának fordításán alapul.  Az eredeti cikk szerkesztőit annak laptörténete sorolja fel. Ez a jelzés csupán a megfogalmazás eredetét és a szerzői jogokat jelzi, nem szolgál a cikkben szereplő információk forrásmegjelöléseként.